# Бінковиці
Бінковиці (пол. Binkowice) — село в Польщі, у гміні Ожарув Опатовського повіту Свентокшиського воєводства.
Населення — 191 особа (2011).
У 1975-1998 роках село належало до Тарнобжезького воєводства.

## Демографія
Демографічна структура на день 31 березня 2011 року:
|          | Загалом | Допрацездатний вік | Працездатний вік | Постпрацездатний вік |
| -------- | ------- | ------------------ | ---------------- | -------------------- |
| Чоловіки | 84      | 17                 | 57               | 10                   |
| Жінки    | 107     | 23                 | 59               | 25                   |
| Разом    | 191     | 40                 | 116              | 35                   |